# Auto-Fähre Vierwaldstättersee

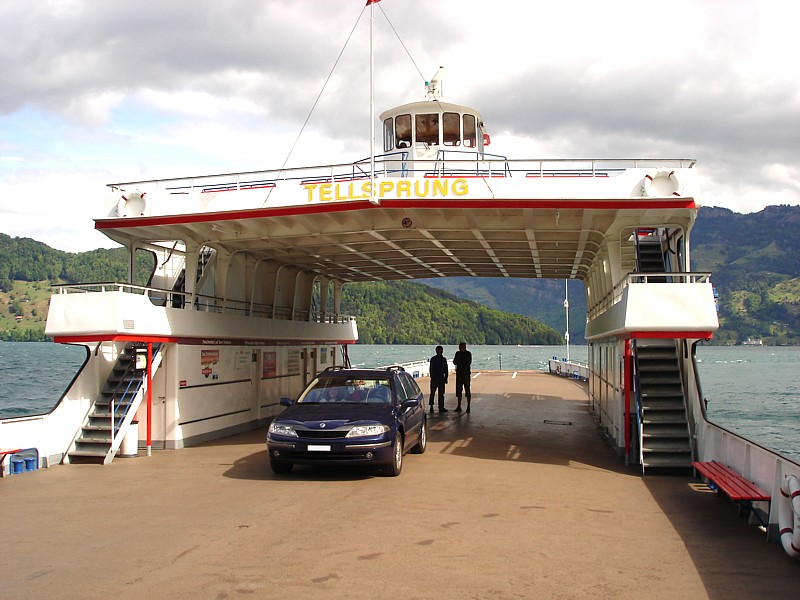
MV Tellsprung.

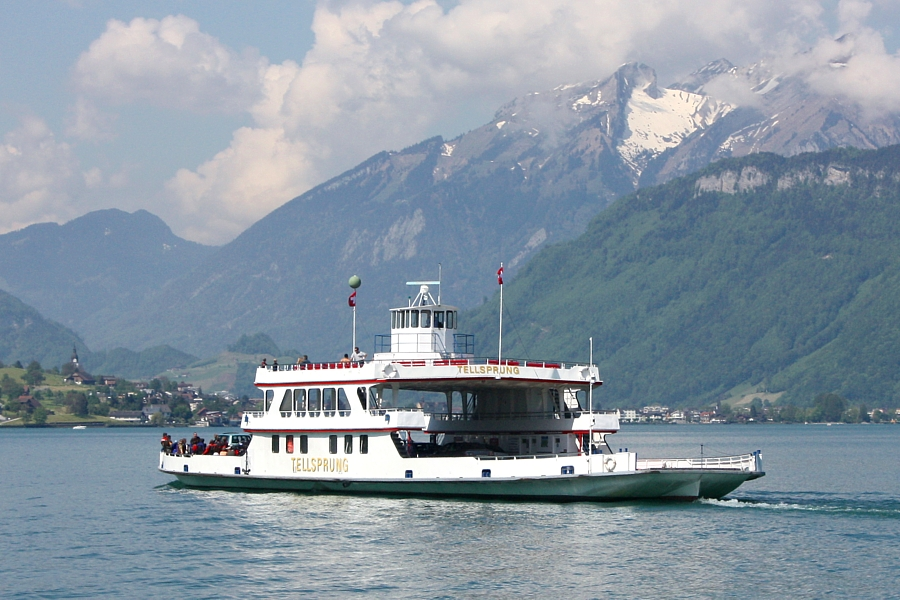
MV Tellsprung quittant Beckenried.

Le Auto-Fähre Vierwaldstättersee (en français : Bac du lac des Quatre-Cantons) est un bac (ou ferry) sur le lac des Quatre-Cantons entre Beckenried (canton de Nidwald) et Gersau (canton de Schwytz). Le trajet de 4 km est parcouru en 20 minutes, remplaçant un détour de 50 km par la route. Le bac est exploité d'avril à octobre.
Ce service de bac est en fonction depuis 1930, avec une interruption durant la Seconde Guerre mondiale. Le même bateau à moteur est toujours utilisé : le Tellsprung, construit en 1929 et rénové en 1963.